# Wereldkampioenschappen acrobatische gymnastiek 1988
De wereldkampioenschappen acrobatische gymnastiek 1988 waren door de International Federation of Sports Acrobatics (IFSA) georganiseerde kampioenschappen voor acrogymnasten. De 8e editie van de wereldkampioenschappen vond plaats in het Belgische Antwerpen van 1 tot 4 december 1988. Het was tevens de 9e Europese kampioenschappen.

## Resultaten
| Heren tumbling | Heren tumbling | Heren tumbling                                                   | Heren tumbling | Heren tumbling | Heren tumbling                                                   | Heren tumbling | Heren tumbling | Heren tumbling                                                | Heren tumbling |
| -------------- | -------------- | ---------------------------------------------------------------- | -------------- | -------------- | ---------------------------------------------------------------- | -------------- | -------------- | ------------------------------------------------------------- | -------------- |
| Straight       | Goud           | Tao Feng                                                         | (19.73)        | Zilver         | Yordan Tzintzarcki                                               | (19,66)        | Brons          | Steve Eliot                                                   | (19,60)        |
| Twist          | Goud           | Tao Feng                                                         | (19,73)        | Goud           | Steve Eliot                                                      | (19,66)        | Brons          | Sergei Pogiba                                                 | (19,60)        |
| Overall        | Goud           | Tao Feng                                                         | (29,59)        | Zilver         | Sergei Pogiba                                                    | (29,53)        | Brons          | Steve Eliot                                                   | (29,40)        |
| Dames tumbling |                |                                                                  |                |                |                                                                  |                |                |                                                               |                |
| Straight       | Goud           | Maria Dimova                                                     | (19.56)        | Zilver         | Liudmila Gromova                                                 | (19,50)        | Brons          | Yao Zhihua                                                    | (19,42)        |
| Twist          | Goud           | Yao Zhihua                                                       | (19,60)        | Goud           | Penka Nenova                                                     | (19,60)        | Brons          | Valeria Kis                                                   | (19,33)        |
| Overall        | Goud           | Maria Dimova                                                     | (29,29)        | Zilver         | Yao Zhihua                                                       | (29,26)        | Brons          | Philippa Musikant                                             | (28,89)        |
| Heren duo      |                |                                                                  |                |                |                                                                  |                |                |                                                               |                |
| Balans         | Goud           | Sergey Tsigevskiy Valeriy Liapunov                               | (19,83)        | Goud           | Chen Yun Chen Baohuang                                           | (19,83)        | Brons          | Rumen Latschkov Nedialko Nedeltchev                           | (19,76)        |
| Tempo          | Goud           | Chen Yun Chen Baohuang                                           | (19,80)        | Zilver         | Robert Wultanski Mariusz Polanski                                | (19,32)        | Brons          | Robert Jilg Alexander Grassmann                               | (19,02)        |
| Overall        | Goud           | Sergey Tsigevskiy Valeriy Liapunov                               | (29,76)        | Zilver         | Chen Yun Chen Baohuang                                           | (29,70)        | Brons          | Rumen Latschkov Nedialko Nedeltchev                           | (29,46)        |
| Dames duo      |                |                                                                  |                |                |                                                                  |                |                |                                                               |                |
| Balans         | Goud           | Milena Datscheva Nikolina Koleva                                 | (19,83)        | Zilver         | Marina Tkachenko Elena Kandzuba                                  | (19,60)        | Brons          | Wang Li Zang Xiurong                                          | (19,53)        |
| Tempo          | Goud           | Milena Datscheva Nikolina Koleva                                 | (19,86)        | Zilver         | Marina Tkachenko Elena Kandzuba                                  | (19,66)        | Brons          | Wang Li Zang Xiurong                                          | (19,63)        |
| Overall        | Goud           | Milena Datscheva Nikolina Koleva                                 | (29,73)        | Zilver         | Wang Li Zang Xiurong                                             | (29,36)        | Brons          | Alison Tout Emma Carlisle                                     | (28,76)        |
| Mixed duo      |                |                                                                  |                |                |                                                                  |                |                |                                                               |                |
| Balans         | Goud           | Miglena Bastscheva Svetelosar Jeliaskov                          | (19,80)        | Goud           | Svetlana Mikhalitzheva Yevgeniy Mikhalitzhev                     | (19,80)        | Brons          | Lu Jia Qi Lijun                                               | (19,70)        |
| Tempo          | Goud           | Miglena Bastscheva Svetelosar Jeliaskov                          | (19,80)        | Goud           | Svetlana Mikhalitzheva Yevgeniy Mikhalitzhev                     | (19,80)        | Brons          | Lu Jia Qi Lijun                                               | (19,76)        |
| Overall        | Goud           | Miglena Bastscheva Svetelosar Jeliaskov                          | (29,70)        | Goud           | Svetlana Mikhalitzheva Yevgeniy Mikhalitzhev                     | (29,70)        | Brons          | Lu Jia Qi Lijun                                               | (29,56)        |
| Dames trio     |                |                                                                  |                |                |                                                                  |                |                |                                                               |                |
| Balans         | Goud           | Natalia Ancimova Inga Guirgonani Svetlana Makaritcheva           | (19,80)        | Goud           | Boyana Angelova Stefka Barakova Argira Kurdjaleva                | (19,80)        | Brons          | Gu Wanxuan Ma Liqun Li Jing                                   | (19,73)        |
| Tempo          | Goud           | Boyana Angelova Stefka Barakova Argira Kurdjaleva                | (19,80)        | Goud           | Natalia Ancimova Inga Guirgonani Svetlana Makaritcheva           | (19,80)        | Brons          | Gu Wanxuan Ma Liqun Li Jing                                   | (19,63)        |
| Overall        | Goud           | Boyana Angelova Stefka Barakova Argira Kurdjaleva                | (29,70)        | Goud           | Natalia Ancimova Inga Guirgonani Svetlana Makaritcheva           | (29,70)        | Brons          | Gu Wanxuan Ma Liqun Li Jing                                   | (29,49)        |
| Heren kwartet  |                |                                                                  |                |                |                                                                  |                |                |                                                               |                |
| Balans         | Goud           | Zou Zaijun Zhao Jie Du Biao Zhou Chuanbiao                       | (19,73)        | Zilver         | Viktor Kouralesov Viktor Bistrov Vladimir Simonov Kaliz Izmailov | (19,60)        | Brons          | Peter Schmidt Lutz Hilker Slavek Halada Stefan Hoffman        | (19,23)        |
| Tempo          | Goud           | Viktor Kouralesov Viktor Bistrov Vladimir Simonov Kaliz Izmailov | (19,80)        | Zilver         | Piotr Nowak Grzegorz Godzwon Grzegorz Bielec Krzysztof Brudny    | (19,76)        | Brons          | Zou Zaijun Zhao Jie Du Biao Zhou Chuanbiao                    | (18,82)        |
| Overall        | Goud           | Viktor Kouralesov Viktor Bistrov Vladimir Simonov Kaliz Izmailov | (29,56)        | Goud           | Zou Zaijun Zhao Jie Du Biao Zhou Chuanbiao                       | (29,56)        | Brons          | Feodor Tzvetkov Ivan Panaiotov Stanimir Sotirov Milen Trenkov | (29,29)        |
| Team           |                |                                                                  |                |                |                                                                  |                |                |                                                               |                |
|                | Goud           | Sovjet-Unie                                                      | (148,25)       | Zilver         | China                                                            | (147,90)       | Brons          | Bulgarije                                                     | (147,90)       |

1974 ·
1976 ·
1978 ·
1980 ·
1982 ·
1984 ·
1986 ·
1988 ·
1990 ·
1992 ·
1994 ·
1995 ·
1996 ·
1997 ·
1998 ·
1999 ·
2000 ·
2002 ·
2004 ·
2006 ·
2008 ·
2010 ·
2012 ·
2014 ·
2016 ·
2018 ·
2021 ·
2022 ·
2024 ·